# Volksdeutsche Bewegung in Liechtenstein
Volksdeutsche Bewegung in Liechtenstein (VDBL, Hnutí německého národa v Lichtenštejnsku) byla nacistická politická strana v Lichtenštejnsku, založená v roce 1938. Jejím cílem bylo svržení knížete Františka Josefa II. a připojení země k Velkoněmecké říši po vzoru anšlusu Rakouska. V jejím čele stál Alfons Goop, počet přívrženců se pohyboval mezi 150 a 250. Stranickým orgánem byl list Der Umbruch (Přelom). Heslem bylo „Liechtenstein den Liechtensteinern!“ (Lichtenštejnsko Lichtenštejncům!) a hnutí se hlásilo k antisemitismu.
Přívrženci hnutí se pokusili 24. března 1939 o státní převrat, který potlačil šéf pohraniční policie v Bregenzu Joseph Schreieder.
V dubnu 1939 proběhly tzv. tiché volby, před nimiž se ostatní lichtenštejnské strany spojily, aby zabránily VDBL v podání kandidatury. Strana tak neměla vliv na lichtenštejnskou politiku za druhé světové války, v roce 1945 byla postavena mimo zákon a její představitelé byli uvězněni.
K hlavním propagandistům hnutí patřil Martin Hilti, pozdější zakladatel strojírenské firmy Hilti.